# Hepatica transsilvanica
Hepatica transsilvanica (Transsylvaans leverbloempje) is een plantensoort uit de ranonkelfamilie (Ranunculaceae). Het is een endemische soort die in het wild alleen in de bergbossen van de Roemeense Karpaten voorkomt, meestal op grotere hoogten tot 2000 m. Het verspreidingsgebied strekt zich uit van Borsec in het noordoosten van Transsylvanië tot Deva in het zuidwesten, met als zwaartepunt de landstreek Țara Bârsei rondom de stad Brașov. Het gewone leverbloempje (H. nobilis) komt ook voor binnen het verspreidingsgebied maar in het lagere heuvelland. H. transsilvanica is in cultuur daarom beter bestand tegen kou en bloeit meestal vroeger dan H. nobilis.

## Beschrijving
H. transsilvanica is een meerjarige kruidachtige plant. Aan de lange, dunne ondergrondse wortelstok ontspringen de blad- en bloemstengels die 10-20 cm hoog worden. Het levervormige blad bestaat uit drie licht ingesneden, gekartelde lobben, soms ook uit vijf lobben wanneer de twee buitenste lobben nog eens gedeeld zijn. Het blad van het gewone leverbloempje heeft in tegenstelling daartoe drie dieper ingesneden, gaafrandige lobben. De diameter van de bloem is meestal iets groter dan die van het gewone leverbloempje en ligt tussen de 2,5 en 4 cm. De bloem heeft 8-9 elliptische bloembladen en drie toegespitste, donzig behaarde schutblaadjes. De kleur van de bloemen is lichtblauw, zelden wit of roze. De bloeitijd ligt, zoals bij de meeste bosbodemplanten, in het zeer vroege voorjaar. De bloeiperiode is van circa einde februari tot begin april.
De soort is tetraploïd en heeft in vergelijking met het gewone leverbloempje een verdubbelde set chromosomen. Het aantal chromosomen is 2n = 28.

## Cultivars
De plant is zowel in de natuurlijke vorm als in diverse cultivars in de handel verkrijgbaar. 
Enkele cultivars zijn:
- H. transsilvanica 'Blue Jewel' (donkerblauwe bloemen)
- H. transsilvanica 'Eisvogel' (witte bloemen)
- H. transsilvanica 'Rosea' (rose bloemen)

## Afbeeldingen

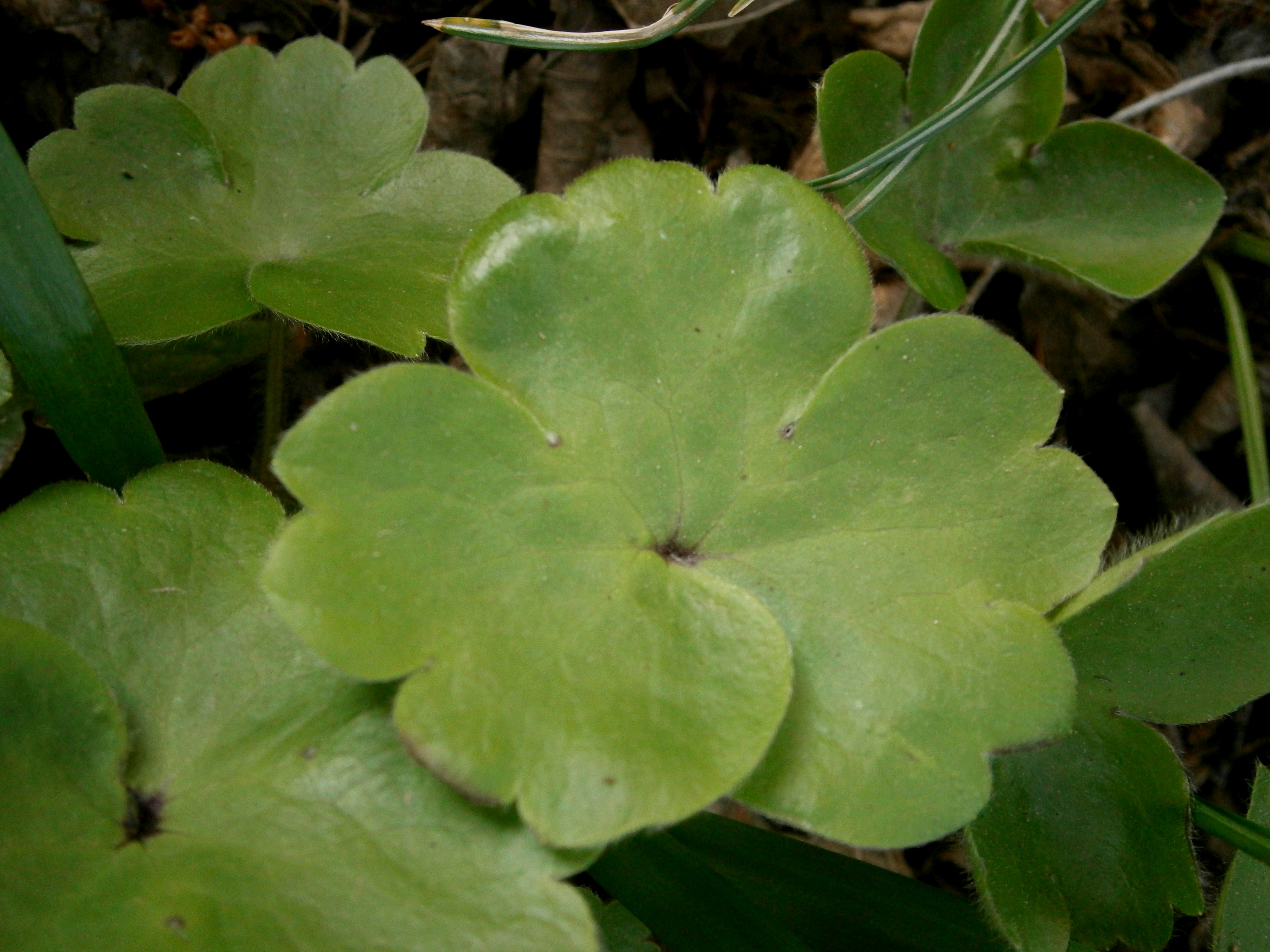
Blad
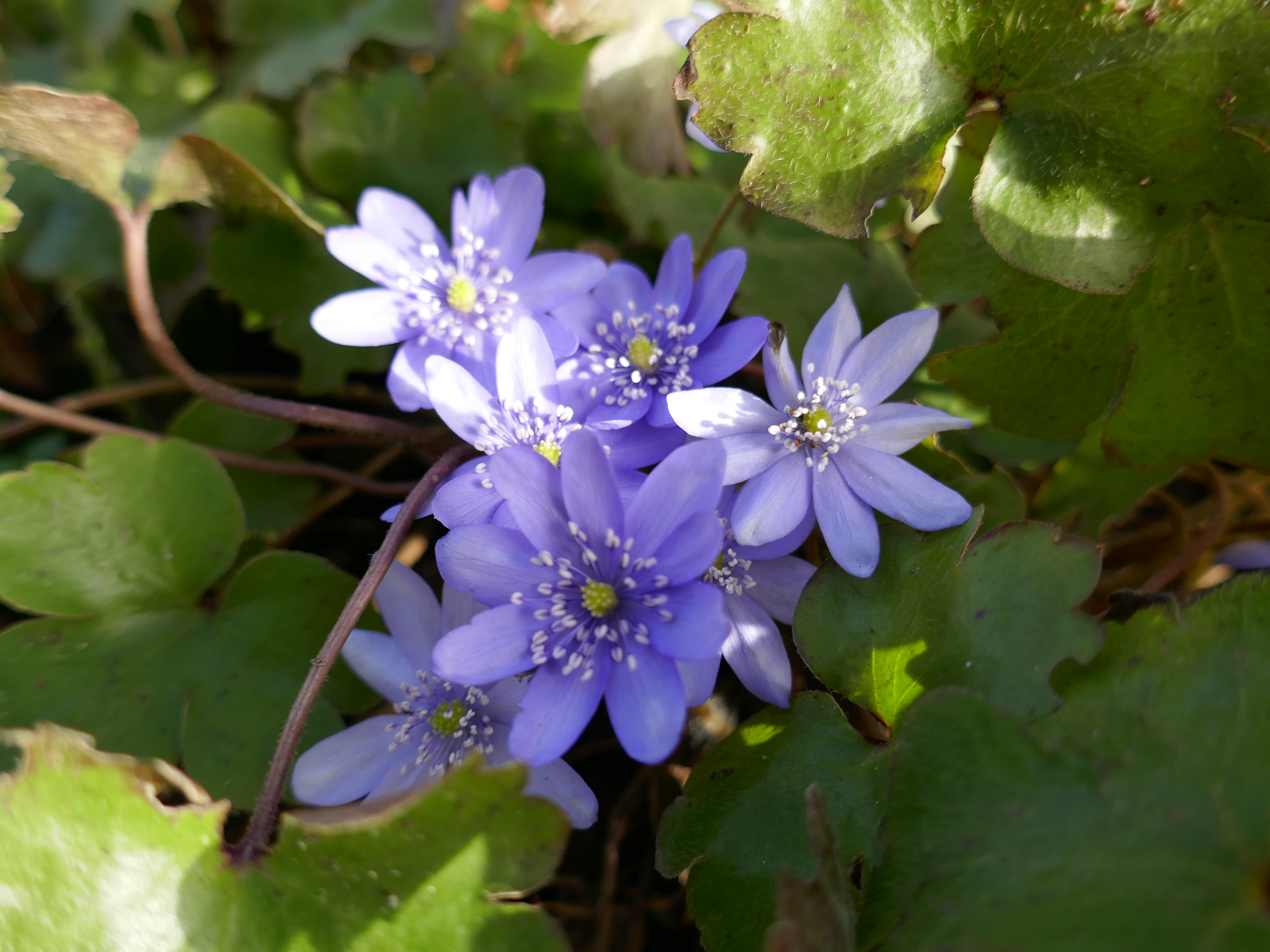
Bloemen
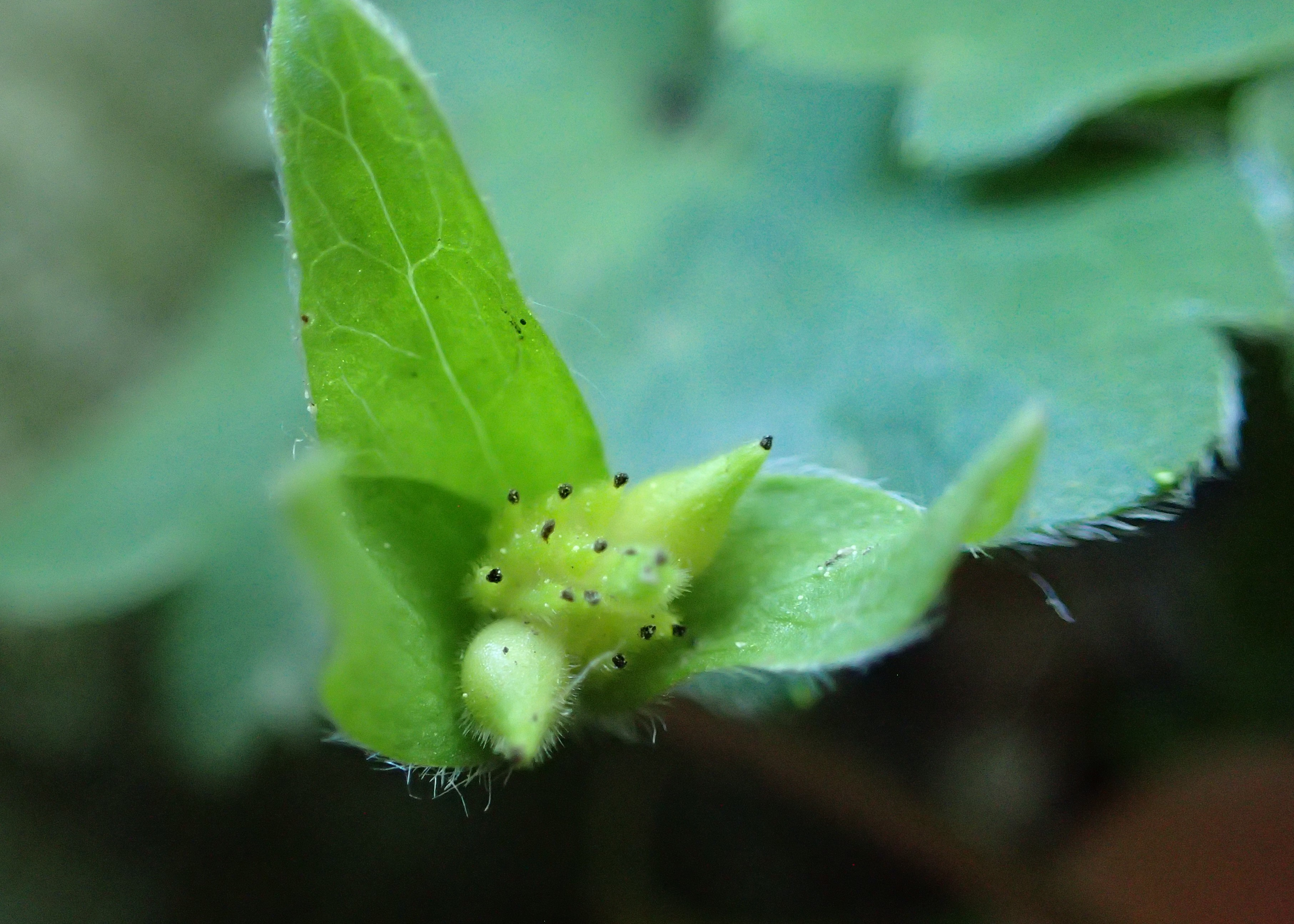
Vrucht

H. falconeri ·
H. henryi ·
H. maxima ·
H. nobilis (Leverbloempje) ·
H. transsilvanica (Transsylvaans leverbloempje) ·
H. yamatutai